# Patrick Süskind
Patrick Süskind (Ansbach, Baviera, Alemanha, 26 de março de 1949) é um escritor alemão.
Filho do escritor e jornalista W. E. Süskind, Patrick, estudou História Moderna e Medieval na Universidade de Munique e em Aix-en-Provence, na França. Publicou primeiramente alguns contos, entre eles: “Uma Batalha” – incluído em uma antologia, A Pomba, em 1979. Mas foi “O Perfume”, lançado em 1985, seu primeiro livro de sucesso, seguido por “ A História do SR. Sommer” de 1991 e, em 1995, “Três Histórias”. Outro trabalho que lhe deu fama foi o monólogo dramático “O Contrabaixo”.
Muito pouco se sabe sobre a vida de Süskind, que é considerado uma das pessoas mais retraídas do cenário literário alemão. Süskind evita até mesmo noites de autógrafos e não é muito simpático à ideia de transformar seus livros em filmes, com medo de que sejam plagiados ou falsificados. Apesar disso, “o Perfume” foi transformado em filme por Tom Tykwer, tendo estreado em 14 de setembro de 2006.
Além de escritor, Patrick é também roteirista de televisão. Escreveu alguns roteiros para a TV alemã, como o seriado Der ganz normale Wahnsinn. Ao lado de Helmut Fischer escreveu o roteiro de Rossini, uma história que se passa no submundo de Munique. “O Perfume” foi publicado inicialmente em capítulos, no jornal Frankfurter Allgemeine Zeitung, revivendo a tradição dos folhetins. A série “O Perfume” fez tanto sucesso que no final daquele mesmo ano (1985) foi transformada em livro. A obra alcançou o topo das listas de best sellers na maioria dos países em que foi publicada.

## Obras publicadas
- (1981) - O Contra-baixo, (monólogo), Título original: Der Kontrabass
- (1981) - Um Combate e Outras Histórias, contos, Título original: Drei Geschichten und eine Betrachtung
- (1985) - O Perfume - História de um assassino, romance, Título original: Das Parfum - Die Geschichte eines Mörders
- (1987) - A Pomba, Título original: Die Taube
- (1991) - A História do Senhor Sommer, novela (ilustrada por (Sempé)), Título original: Die Geschichte von Herrn Sommer
- (2006) - Sobre o Amor e a Morte, ensaio.

Um filme, baseado no livro "O Perfume", realizado por Tom Tykwer, estreou em 14 de Setembro de 2006.

## Outros trabalhos
- (1983) Monaco Franze - Der ewige Stenz, argumento TV
- (1986) Kir Royal, argumento TV
- (1997) Rossini, argumento
- (2005) Von Suchen und Finden der Liebe, argumento

## Curiosidades
Kurt Cobain era um fã de Patrick Süskind, principalmente do livro "O Perfume", no álbum "In Utero" de 1993, a música "Scentless Appretince" foi baseada nesse livro.